# Atopomacer hondurasensis
Atopomacer hondurasensis là một loài bọ cánh cứng trong họ Nemonychidae. Loài này được Legalov miêu tả khoa học đầu tiên năm 2009.